# Гротте-ді-Кастро
Гротте-ді-Кастро, Ґротте-ді-Кастро (італ. Grotte di Castro) — муніципалітет в Італії, у регіоні Лаціо,  провінція Вітербо.
Гротте-ді-Кастро розташоване на відстані близько 105 км на північний захід від Рима, 35 км на північний захід від Вітербо.
Населення — 2727 осіб (2014).
Щорічний фестиваль відбувається 7 травня. Покровитель — San Flavio.

## Демографія
Населення за роками:

Станом на 1 січня 2023 року в муніципалітеті офіційно проживали 203 іноземці з 39 країн, серед них 107 громадян країн Євросоюзу та 8 громадян України.

## Сусідні муніципалітети
- Аккуапенденте
- Градолі
- Онано
- Сан-Лоренцо-Нуово